# Linia kolejowa Homel – Żłobin
Linia kolejowa Homel – Żłobin – linia kolejowa na Białorusi łącząca stację Homel ze stacją Żłobin. Fragment linii Homel - Żłobin - Osipowicze - Mińsk
Linia położona jest w obwodzie homelskim.
Linia na całej długości jest zelektryfikowana oraz dwutorowa (wyjątek stanowi most przez Dniepr w okolicach Żłobina, przez który przebiega tylko jeden tor).

## Historia
Linia została otwarta 1 listopada 1873 jako część Kolei Libawsko-Romieńskiej. Początkowo leżała w Imperium Rosyjskim, następnie do 1991 w Związku Sowieckim. Od 1991 położona jest na Białorusi.
Linia została zelektryfikowana w 2013.